# Cattenom

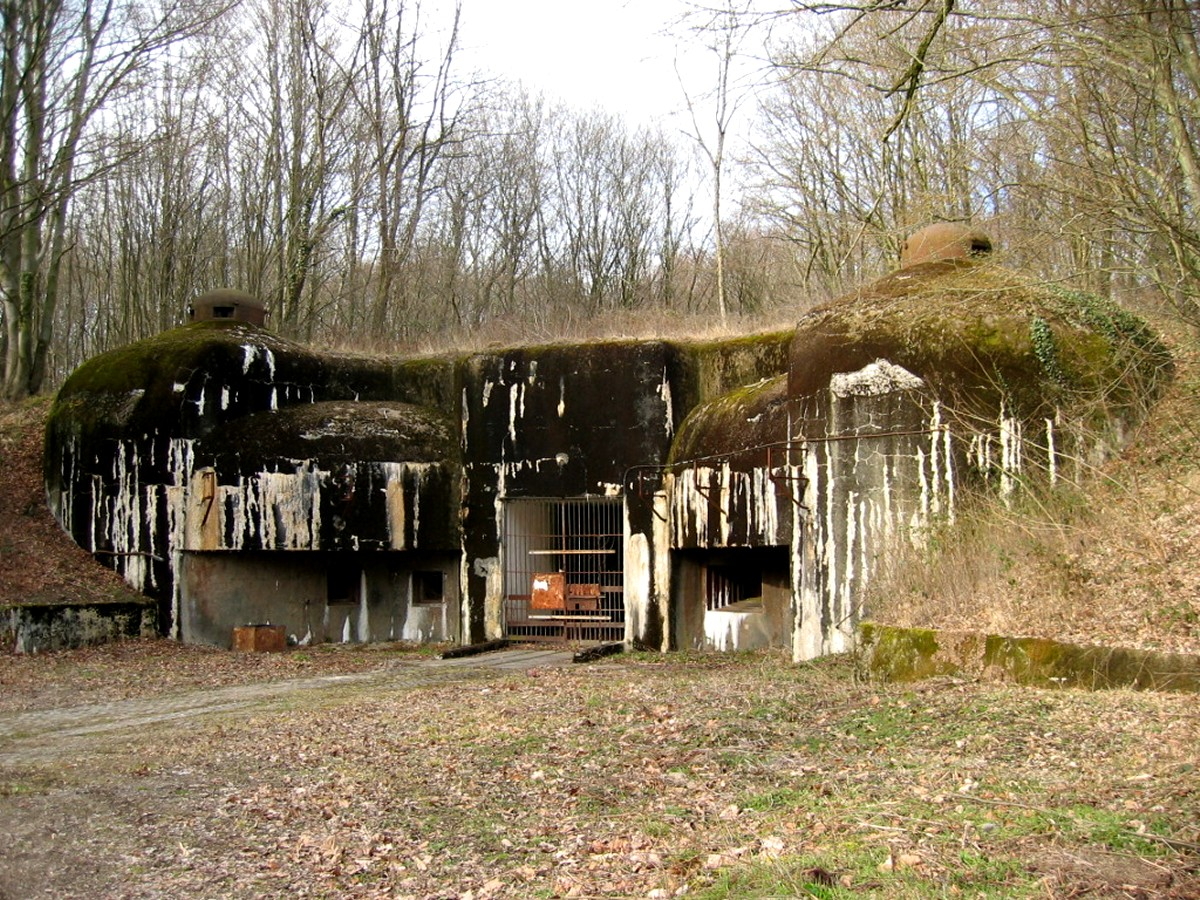
Búnker de Kobenbusch.

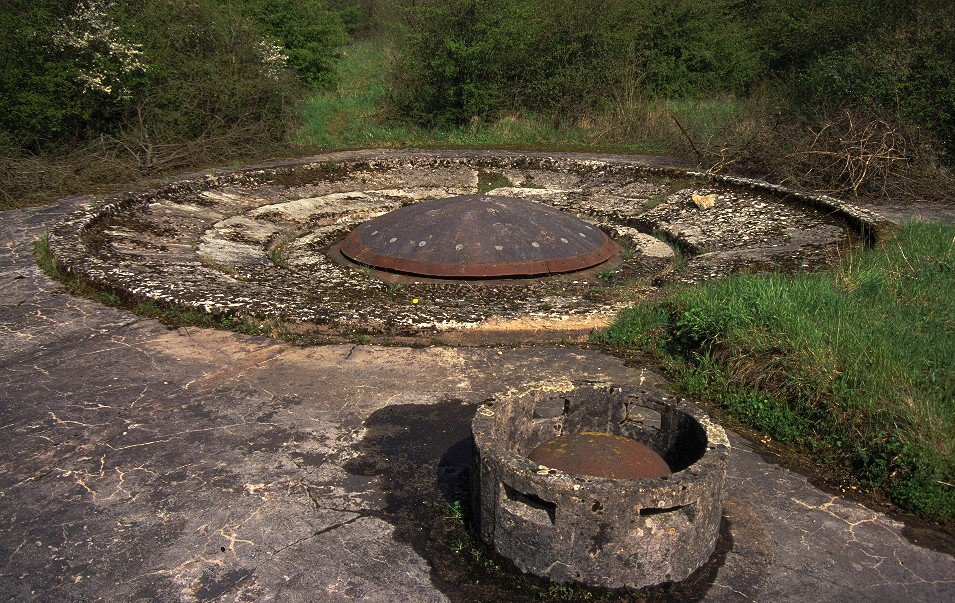
Búnker de Galgenberg.

Cattenom es una comuna y población de Francia, en la región de Lorena, departamento de Mosela, en el distrito de Thionville-Est y cantón de Cattenom.
Ocupa una superficie de 25,53 km², con 2.376 habitantes (1999), y una densidad de 93 hab/km².

## Geografía
La villa está situada a nueve kilómetros al noreste de Thionville, a 42 km de Metz y a once de la frontera luxemburguesa.

## Historia
A lo largo de su historia Cattenom ha sido denominada Catenhofen, Kettenheim, Ketenem, Catenem, Keytonem, Catenheim, Catnum y Kettenhofen; no siendo hasta el siglo XVIII cuando se le da su nombre definitivo.
Formó parte de la línea Maginot, construyéndose en su territorio los búnkeres de Kobenbusch, de Galgenberg y de Sentzich.

## Demografía
Su población en el censo de 1999 era de 2376 habitantes.
| 1606 | 1851 | 2374 | 2209 | 2190 | 2272 |
| Para los censos de 1962 a 1999 la población legal corresponde a la población sin duplicidades (Fuente: INSEE [Consultar]) |      |      |      |      |      |

## Planta nuclear
Es más conocida por su planta nuclear construida entre 1987 y 1992, que es la tercera generadora de electricidad de Francia, con cuatro reactores de 1.300 MW. Se introdujo un lago artificial para el enfriamiento del cuarto reactor, cuya creación supuso la inundación del búnker de Kobenbusch (parte de la línea Maginot).